# 恩斯特·托赫
恩斯特·托赫（德語：Ernst Toch，1887年12月7日—1964年10月1日），犹太血统的奥地利作曲家。早年在法兰克福学习，后移居曼海姆。纳粹上台后遭到迫害，流亡到美国，居住在加利福尼亚。他的作品数量很多，风格各异，有一部分呈新古典主义风格，也有的具有浪漫主义气息。他发明了所谓“语音音乐”的技术。